# Zhirgalishka
Zhirgalinska (en georgiano: ჟირღალიშქა) o Akvarabzhara (en abjasio: Акәарабжьара) es una aldea que pertenece a la parcialmente reconocida República de Abjasia, dentro del distrito de Gali, aunque de iure es parte del municipio de Gali de la República Autónoma de Abjasia de Georgia.

## Geografía
Zhirgalinska está en las estribaciones del sureste de Abjasia, a 35 km de Gali. Las aldea se administra desde el pueblo de Lekujona. 